# Wongravee Nateetorn
Đây là tên người Thái Lan. Wongravee là tên riêng; Nateetorn là họ.
Wongravee Nateetorn (tiếng Thái: วงศ์รวี นทีธร; RTGS: Wongrawi Nathithon, sinh ngày 25 tháng 6 năm 1998), còn gọi là Sky Wongravee hoặc Sky (tiếng Thái: สกาย), là một diễn viên, người mẫu Thái Lan, được biết đến với nhân vật Pala trong phim truyền hình Hormones vào năm 2015. Anh trở nên nổi tiếng sau vai diễn Chalam trong bộ phim My Ambulance (2019).

## Tiểu sử và giáo dục
Sky sinh ngày 25 tháng 6 năm 1998 tại Ranong, Thái Lan. Anh tốt nghiệp trung học tại Trường Suankularb Wittayalai. Sky đã học và tốt nghiệp cử nhân tại Đại học Thammasat Khoa Nghệ thuật Tự do.

## Sự nghiệp
Anh bắt đầu tham gia nghệ thuậ từ cuộc thi Hormones The Next Gen vào năm 2013. Sau khi ký hợp đồng với Nadao Bangkok, anh tham gia một chuỗi phim truyền hình như ThirTEEN Terrors (2014), Hormones: The Series (2015), Project S: Side by Side (2017) và My Ambulance (2019). Năm 2023 anh ký hợp đồng với nhà đài GMMTV.

## Chương trình tham gia

### Phim truyền hình
| Năm  | Tiêu đề                  | Vai trò                    | Ghi chú   | Ref.          |
| ---- | ------------------------ | -------------------------- | --------- | ------------- |
| 2014 | ThirTEEN Terrors         | Gap (tập 4)                | Vai chính | [ 15 ]        |
| 2015 | Hormones: The Series 3   | Pala Sutthiphonruedi       |           | [ 16 ] [ 17 ] |
| 2016 | I Hate You, I Love You   | Jo                         |           | [ 18 ] [ 19 ] |
| 2017 | Project S: Side by Side  | Dong                       |           | [ 20 ] [ 21 ] |
| 2019 | Project 17: Side By Side |                            | Khách mời | [ 22 ] [ 23 ] |
| 2019 | My Ambulance             | Chalam                     | Vai chính | [ 24 ] [ 25 ] |
| 2024 | High School Frenemy      | "Saint" Thamnithit Nitiroj | Vai chính |               |
| 2025 | Mu-Te-Luv                | Phayap Trisiriwimol        | Vai chính | [ 26 ]        |
| 2025 | Wu                       | Niran                      | Vai chính |               |

### Điện ảnh
| Năm  | Tiêu đề                   | Vai trò | Ghi chú         | Ref.          |
| ---- | ------------------------- | ------- | --------------- | ------------- |
| 2022 | OMG! Oh My Girl           | Guy     | Vai chính       | [ 27 ] [ 28 ] |
| 2022 | The Lost Lotteries        | Tay     | Vai chính       | [ 29 ] [ 30 ] |
| 2025 | Lilo & Stitch (phim 2025) | David   | Lồng tiếng Thái |               |

### Xuất hiện trong video ca nhạc
| Năm  | Bài hát          | Ca sĩ             | Kênh        | Tham khảo                                 |
| ---- | ---------------- | ----------------- | ----------- | ----------------------------------------- |
| 2014 | อาบน้ำร้อน         | BIG ASS           | Genierock   | [ 31 ]                                    |
| 2015 | ย้อน              | Slot Machine      | GTHchannel  | [ 32 ]                                    |
| 2023 | "I Think of You" | Bright Vachirawit | RISER MUSIC | [ 33 ] [ 34 ] [ 35 ] [ 36 ] [ 37 ] [ 38 ] |

## Danh sách đĩa nhạc
| Năm  | Bài hát          | Hãng đĩa      | Ghi chú                                                    | Tham khảo |
| ---- | ---------------- | ------------- | ---------------------------------------------------------- | --------- |
| 2019 | Love Message     | GMM Grammy    | Nhạc phim My Ambulance, cùng với Sunny Suwanmethanon       | [ 39 ]    |
| 2021 | คถ.(missing you) | Move Records  |                                                            | [ 40 ]    |
| 2022 | ปฏิเสธอย่างไร      | LOVEiS+       |                                                            | [ 41 ]    |
| 2024 | ไม่ทิ้งกัน (Promise) | GMMTV RECORDS | Nhạc phim High School Frenemy, cùng với Hirunkit Changkham | [ 42 ]    |

## Chuyến lưu diễn
| Năm  | Tên                                       | Ghi chú                                                                 | Ref.   |
| ---- | ----------------------------------------- | ----------------------------------------------------------------------- | ------ |
| 2024 | High School Frenemy Final EP. FAN MEETING | Cùng với Hirunkit Changkham tại Siam Paragon, Bangkok                   | [ 43 ] |
| 2025 | GMMTV FANDAY 19 IN CAMBODIA               | AEON MALL SEN SOK CITY                                                  |        |
| 2025 | SKY-NANI Hong Kong Fan Meeting 2025       | Tại AXA Dreamland, Hồng Kông                                            |        |
| 2025 | Sky Wongrawi 2025 Fan Meeting in Qingdao  | Tại Thanh Đảo, Trung Quốc                                               | [ 44 ] |
| 2025 | SKY-NANI 1ST FANMEETING IN TAIPEI         | Tại Đài Bắc, Đài Loan                                                   | [ 45 ] |
| 2025 | GMMTV FANDAY 21 IN VIETNAM                | Cùng với Hirunkit Changkham tại Nhà Hát Quân Đội, Thành phố Hồ Chí Minh | [ 46 ] |

## Giải thưởng và đề cử
| Năm  | Giải thưởng                                    | Hạng mục                                           | Tác phẩm                | Kết quả   | Nguồn |
| ---- | ---------------------------------------------- | -------------------------------------------------- | ----------------------- | --------- | ----- |
| 2017 | Nataraja Awards lần thứ 9                      | Diễn viên phụ xuất sắc                             | Project S: Side by Side | Đề cử     |       |
| 2017 | Nataraja Awards lần thứ 9                      | Diễn viên xuất sắc                                 | Project S: Side by Side | Đề cử     |       |
| 2020 | 2020 Maya Awards                               | Giải thưởng đặc biệt - Sao Nam                     | My Ambulance            | Đề cử     |       |
| 2021 | Thailand Master Youth 3                        | Giải ngôi sao                                      | -                       | Đoạt giải |       |
| 2023 | 31st Thailand National Film Association Awards | Nam diễn viên chính xuất sắc nhất                  | OMG! Oh My Girl         | Đề cử     |       |
| 2025 | Thailand Box Office Awards 2024                | Nam diễn viên chính xuất sắc                       | High School Frenemy     | Đoạt giải |       |
| 2025 | Kazz Awards 2025                               | Nam thanh thiếu niên được yêu thích nhất trong năm |                         | Đoạt giải |       |